# 约翰·格伦
小约翰·赫歇尔·格伦（1921年7月18日—2016年12月8日），美国国家航空航天局的宇航员、工程师、政客、飞行员。格伦是第一位进入地球轨道的美国宇航员，也是第三位进入地球轨道的人类。1964年，格伦从美国国家航空航天局退休，之后逐步步入政坛，并于1974年至1999年擔任俄亥俄州的民主党參議員。1998年，格伦以77岁的高龄再次飛入太空。
加入NASA前，葛倫是傑出的戰鬥機飛行員，曾在第二次世界大战、国共内战和朝鲜战争中多次執行任務。葛倫在服役生涯中击落过三架米格-15，并先后获得六枚飞行优异十字勋章和十八枚航空勋章。1957年，他進行了第一次橫跨美國的超音速飛行。機載攝像頭拍攝了美國的第一張連續全景照片。
1959年，格伦以军事试飞员的身份被美国国家航空航天局看中，成为了美国的第一批宇航员，是水星计划七人之一。1962年2月20日，格伦在友谊7号任务中成为了第一位进入地球轨道，第三位进入太空的美国宇航员和第十五位进入外太空的人类。格伦於1962年獲得了NASA傑出服務獎章，1978年獲得了國會太空榮譽勳章，1990年被選入美國宇航員名人堂，並於2012年獲得總統自由勳章。
1964年，格伦从NASA退休，之后加入民主党。格伦自1974年起任俄亥俄州参议员至1999年1月。1998年，格伦担任参议员的同时，以77岁的高龄执行發現號太空梭STS-95任务再次飞入太空，这一举动让他成为了曾进入太空的最年长的人类。2016年12月8日，作为水星七人中最后和最年长的一位成员，格伦在俄亥俄州立大学韦克斯纳医学中心去世，享年95岁。

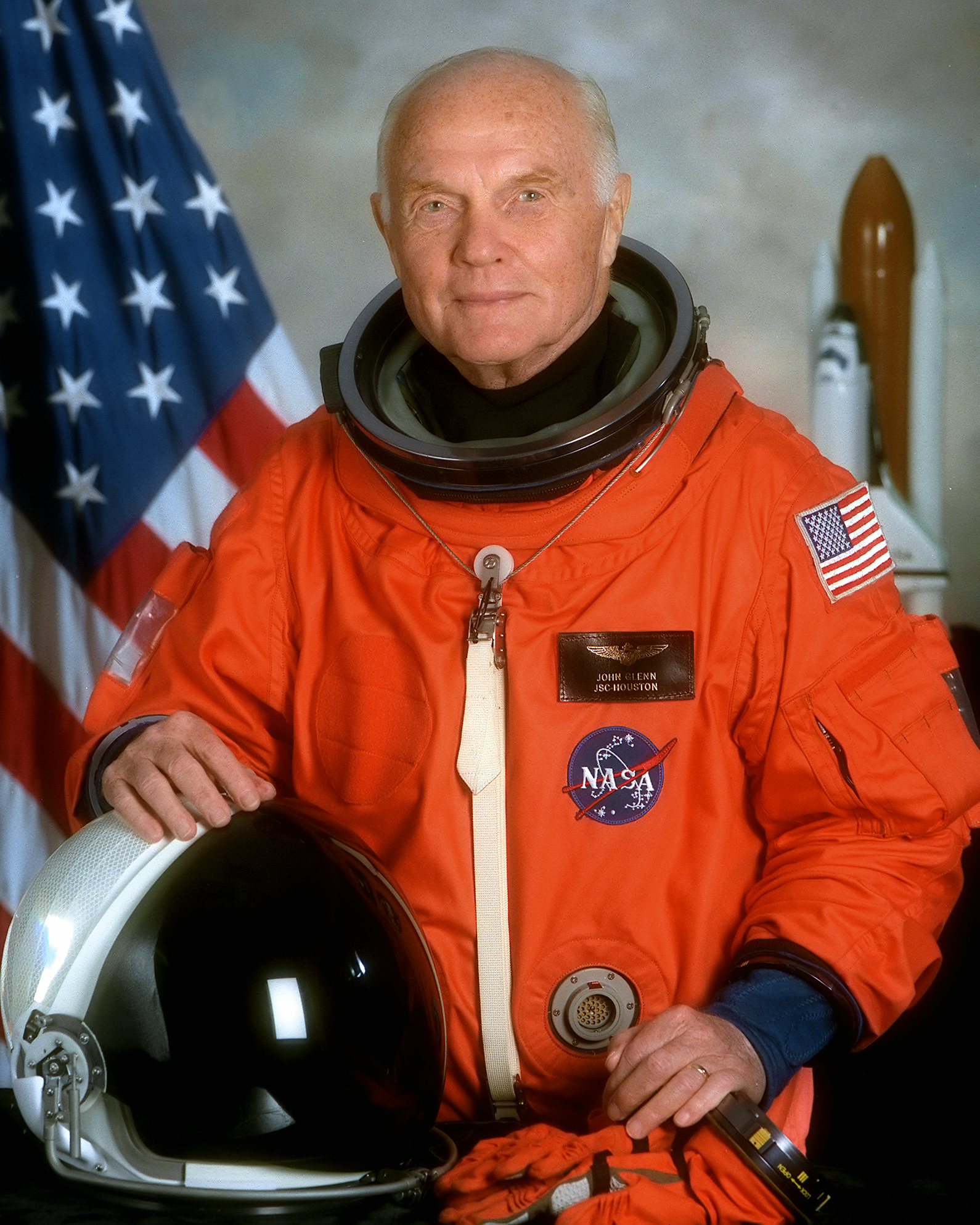
格伦执行STS-95任务，重返太空前的照片

## 早年
约翰·葛倫于1921年7月18日出生在俄亥俄州的剑桥，他的父亲也叫约翰·赫歇尔·格伦（即老约翰·赫歇尔·格伦，1895–1966），当时是一名水管工，母亲叫克拉拉·特蕾莎（本名斯普劳特，1897–1971），当时是一位教师。老格伦与特蕾莎结婚后不久就参加美國遠征軍奔赴一战西线。小格伦出生后没过多久，他们一家又搬迁到了新康科德，在那里，老格伦创立了格伦水管公司。小格伦很小的时候就与他未来的妻子安妮·卡斯托尔相识。小格伦八岁时，他的父亲带着他第一次乘坐了飞机，年幼的格伦自这时起就被飞行器所吸引，并曾用木头制作过多个飞机模型。格伦幼年时在附近的马斯金格姆学院上学，然后参加了美国海军的一个飞航训练项目。

## 军旅生涯
他在第二次世界大战和朝鲜战争期间是战斗机驾驶员。

### 二戰
在得克薩斯州海軍航空兵分校的進階訓練期間，他接受了調動到美國海軍陸戰隊的提議。在1943年3月完成飛行訓練後，格倫被任命為第二中尉。格倫與中隊長海恩斯少校接洽，後者建議他可以提出調動。他於1943年10月晉升為中尉，並於1944年1月前往夏威夷，於2月21日成為中途島駐軍的一員，然後於1944年6月移至馬紹爾群島，並在該地區進行了57次戰鬥任務。
1945年2月為期一年之旅結束時，葛倫被分配到北卡羅來納州海軍陸戰隊航空站。

### 韓戰
在兩個半月的噴氣機訓練後，他於1952年10月被任令到韓國。他曾與海軍陸戰隊預備役特德·威廉姆斯（Ted Williams，波士頓紅襪的未來名人堂球員）一起飛行，

## 生平
1954年，他完成了试飞员的训练。1957年，格伦上校驾驶超音速飞机进行了人类第一次跨大陆无间歇飞行。
1959年，他是美国最初被选为宇航员的7个人（即水星计划七人）之一。1962年2月20日，格伦在狭窄的水星-宇宙神6号宇宙飞船中环绕地球飞行了三圈，然后安全降落在海面上。那次飞行持续时间不到5个小时，使他成为环绕地球飞行的第一个美国人。
约翰·格伦在1964年離開太空人一職，进入政界，格倫之黨籍為民主黨。他1974年当选为代表俄亥俄州的国会参议员，并担任参议员24年。在国会期间，格伦参议员特别关注国防和核武器不扩散问题。他一直是美国宇航项目的坚定支持者。1984年美國總統選舉，格倫曾角逐民主黨資格提名，最後敗於前副總統沃尔特·蒙代尔。
1998年，格倫於参议院退休前夕，搭乘发现号航天飞机进入太空，从而成为太空飞行历史上年龄最大的人。在为期9天的太空飞行中，高齡77岁的他参加了好几项科学试验，以便让科学家评估太空飞行对老年人的影响。
格伦从参议院退休、退出宇航飞行之后，他跟妻子安妮一直在努力经办俄亥俄州立大学的约翰.格伦公共服务研究所。他们通过这个研究所的各种项目，力图改善公共服务质量，鼓励年轻人投身于政府工作。
2014年，格伦于克利夫兰诊所接受心脏瓣膜置换手术。2016年12月初，格伦身患多重疾病被送往OSU Wexner医疗中心接受治疗，家人曾表示他的身体状况每况愈下，需要子女照顾。到12月8日，格伦于医疗中心病逝，死因暂未公布。格倫過世後，「Godspeed」一詞一時成為熱門詞彙，推特上的標籤為「#Godspeedjohnglenn」。這是他1962年環繞地球飛行時得到的著名祝福語。
2015年11月15日，俄亥俄州立大學將位於校內的17大道，重新命名為安妮與約翰格倫大道。
2016年5月25日，俄亥俄州议会通过法案，将位于州府哥伦布的“哥伦布港国际机场”（Port Columbus International Airport）重命名为“哥伦布约翰格伦国际机场”（John Glenn Columbus International Airport (IATA: CMH, ICAO: KCMH, FAA LID: CMH)）。

## 流行文化
- 電影《關鍵少數》中由格倫．鮑威爾飾演。

### 引用
1. ↑  McDiarmid, Hugh. . Detroit Free Press (Detroit, Michigan). 1998-01-17: 3  [2018-10-15]. （原始内容存档于2019-06-07） –Newspapers.com.
2. ↑  . The Akron Beacon Journal (Akron, Ohio). 1999-01-06: 10  [2020-12-24]. （原始内容存档于2020-02-13） –Newspapers.com.
3. ↑  Gorenstein, Nathan. . The News Journal (Wilmington, Delaware). 1986-11-05: 8  [2020-12-24]. （原始内容存档于2018-08-28） –Newspapers.com.
4. ↑  Barton, Paul. . The Cincinnati Enquirer (Cincinnati, Ohio). 1995-03-26: 21  [2020-12-24]. （原始内容存档于2018-08-28） –Newspapers.com.
5. ↑  . NASA. 2006-11-20  [2018-11-15]. （原始内容存档于2007-05-20）.
6. ↑  . NASA.   [2018-11-15]. （原始内容存档于2019-06-17）.
7. ↑  阴重宇、贺迎春编. . 人民网. 新华社.   [2020-11-18]. （原始内容存档于2020-12-03）.
8. 1 2  . BBC News. 2016-09-12  [2020-11-18]. （原始内容存档于2020-12-03）.
9. ↑  . Geneanet.org.   [2020-11-18]. （原始内容存档于2020-12-03）.
10. ↑  . John F. Kennedy Presidential Library and Museum.   [2017-01-30]. （原始内容存档于2016-12-21）.
11. ↑  . Ohio State University.   [2013-08-30]. （原始内容存档于2014-12-21）.
12. 1 2  Burgess 2015，第43–46頁.
13. ↑  Kupperberg 2003，第15, 35頁.
14. ↑  Glenn & Taylor 1999，第13–16頁.
15. ↑  Berlinger, John Newsome; Berlinger, Joshua. . CNN (Atlanta: Turner Broadcasting System (Time Warner)).   [2016-12-09]. （原始内容存档于2017-03-05）.
16. ↑  . Columbus Dispatch. 2016-12-08  [2016-12-09]. （原始内容存档于2017-03-05）.
17. ↑  . The Columbus Dispatch (Columbus, Ohio: New Media Investment Group).   [2016-12-08]. （原始内容存档于2016-12-08）.
18. ↑  . ABC News. United States: ABC. 2016-12-08  [2016-12-08]. （原始内容存档于2016-12-08）.
19. ↑  . space.com. 2016年12月9日  [2016年12月19日]. （原始内容存档于2017年3月5日）.
20. ↑  . Merriam-Webster.   [2016年12月19日]. （原始内容存档于2021年4月18日）.
21. ↑  俄亥俄州立大學. . Ohio State News. 2015-11-15  [2021-05-16]. （原始内容存档于2021-12-01）.

1. 拉皮达斯. . VOA. 2009-07-23  [2009-07-28]. （原始内容存档于2020-12-03）.

 本文全部或部分内容来自美国联邦政府所属的美国之音网站。根据版权条款（英文）和有关美国政府作品版权的相关法律，其官方发布的内容属于公有领域。

## 扩展阅读
- Fenno, Richard F, Jr. . Washington, D.C.: CQ Press. 1990. ISBN 978-0-87187-567-9.
- Shettle Jr., M. L. . Bowersville, Georgia: Schaertel Publishing. 2001. ISBN 978-0-9643388-2-1.